# Pavel Bareš
Pavel Bareš (15. května 1904 Louny – 13. srpna 1984) byl český architekt.

## Život
V letech 1922–1927 vystudoval architekturu na ČVUT v ateliérech Antonína Engela, Antonína Ausobského a Oldřicha Blažíčka. Studium zakončil státní zkouškou v roce 1928. Poté pracoval v ateliéru architekta Bohumíra Kozáka. Po roce 1949 pracoval ve Stavoprojektu.

## Dílo

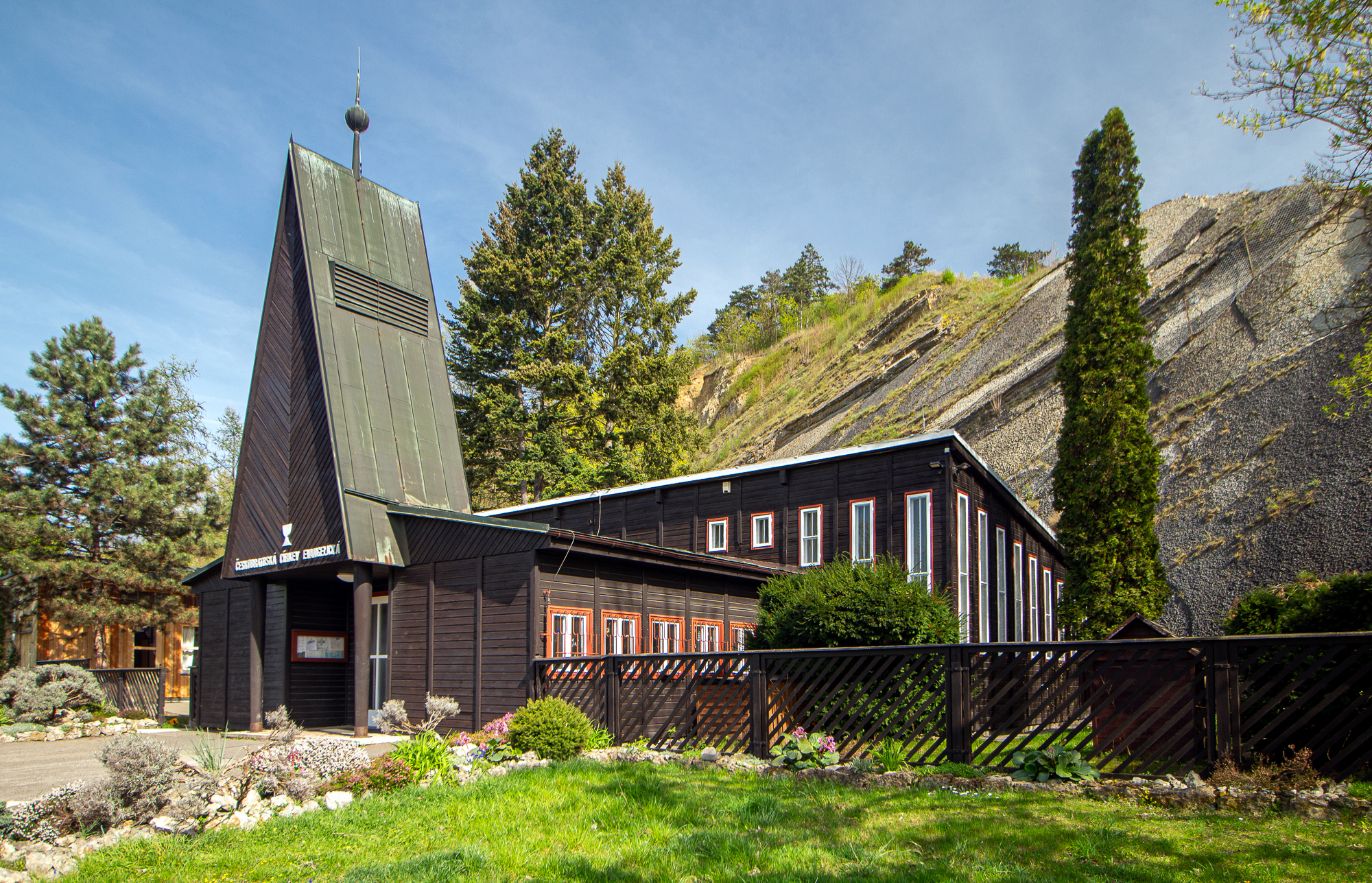
Evangelický kostel v Braníku

- 1930–1932 Evangelický kostel Louny
- Husitská modlitebna Cítoliby
- Evangelický kostel Náchod
- Evangelický kostel Praha-Braník
- Evangelický kostel Hošťálková
- Evangelický kostel Kateřinky
- Evangelický kostel Dobříš
- Kostel CČE ve Stříbrné Skalici, projekt spolu s Jiřím Liberským, nerealizováno
- 1936 pensionát Javorina, Tatranská Lomnica, znehodnoceno přestavbou po roce 2005 [2]
- Vila Alexander, Tatranská Lomnica
- 1934-1935 Hradčanské koleje v Dejvicích (dnes Sinkuleho kolej), čp. 702, Praha 6 - Dejvice, Zikova ulice 13 [3][4]
- radnice v Lenešicích
- tři pomníky v Lounech, např. výsadkářům na Mělcích
- 1939 nájemní dům čp. 469, Praha 6 - Dolní Liboc, U silnice 22[3]
- 1939-1940 rodinný dvojdům čp. 745, 746, Praha 4 - Braník, Nad lomem 14, 16[3]
- dále projektoval rodinné domy, hotely apod.

Někdy bývá zaměňován Pavel Bareš se svým mladším bratrem Bohumilem Barešem (kostel v Rožnově pod Radhoštěm, v Chotiněvesi apod.).

### Ocenění díla
- 1964 Řád práce [6]